# یوهان آندره فورفان
یوهان آندره فورفان (انگلیسی: Johann André Forfang؛ زادهٔ ۴ ژوئیهٔ ۱۹۹۵) اسکی‌باز پرش اهل نروژ است.